# إندرا
إندرا (بالسنسكريتية: इन्द्र) هو إله فيدي قديم، وإله هندوسي، وإله وصي (إندا، بالي) في البوذية، وملك السماء العليا التي تسمى سودرماكالبا في الجاينية. تتشابه أساطيره وقواه، إن لم تكن متطابقة، مع الآلهة الهندية الأوروبية الأخرى مثل جوبيتر، وبيرون، وبيركوناس، وزالموكسيس، وتارانيس، وزيوس، وثور.
في الفيدات، يُعتبر إندرا ملك سفارغا (الجنة) مع عاصمته أمارافاتي والديفات. وهو إله السماوات، والبرق، والرعد، والعواصف، والأمطار، وتدفقات الأنهار والحرب. ويُعد إندرا أكثر إله مشار إليه في الريجفدا. يُشتهر بقواه، وبكونه قاتل الشر الرمزي العظيم (النوع الخبيث من أسورا) المسمى فريترا الذي يعيق الرخاء والسعادة البشرية. يُدمر إندرا فريترا و«قواته المخادعة»، ويجلب بالتالي الأمطار وأشعة الشمس كصديق للبشرية. تتناقص أهميته في الأدب الهندي ما بعد الفيدي، حيث يُصوّر كبطل قوي ولكن متورط باستمرار في المشاكل بأساليبه المخمورة والتلذّذية والفاسقة، وبكونه الإله الذي يزعج الرهبان الهندوس أثناء تأملهم لأنه يخاف أن يصبح الإنسان المدرك لنفسه أقوى منه.
يحكم إندرا عالم إعادة الولادة للديفات المنشود كثيرًا ضمن مذهب السامسارا في التقاليد البوذية. ولكن، يكون إندرا عرضة للسخرية أيضًا، مثل النصوص الهندوسية، ويُختزل إلى مكانة شكلية في النصوص البوذية، ويظهر كإله يعاني من الولادة والموت المتكررين (إعادة الولادة وإعادة الموت). لا يُعد إندرا في التقاليد الجاينية، بخلاف البوذية والهندوسية، ملك الآلهة -القادة المستنيرون (يدعون تريثانكارات أو جينات)، بل يُعتبر ملك البشر الخارقين المقيم في سوارغا-لوكا، ويُشكل جزءًا كبيرًا من كونيات إعادة الولادة الجاينية. يظهر أيضًا مع زوجته إندراني للاحتفال باللحظات الميمونة في حياة تريثانكارا الجايني، وهو أيقونية توحي بأن ملك وملكة البشر الخارقين المقيمين في السماء-سفارغا، يحتفلان تبجيليًا بالرحلة الروحية للجاينية.
تُظهره أيقوناته يحمل سلاح صاعقة البرق المعروف باسم فاجرا، ويركب فيلًا أبيض يعرف باسم إيرافاتا. يظهر الفيل في الأيقونات البوذية أحيانًا بثلاثة رؤوس، بينما تظهر الرموز الجاينية الفيل أحيانًا بخمس رؤوس. ويظهر أحيانًا فيل واحد مع أربعة أنياب رمزية. يقع منزل إندرا السماوي على أو بالقرب من جبل ميرو (ويسمى أيضًا سوميرو).

## الأصول
يملك إندرا أصل قديم ولكن غير واضح. تُشابه سمات إندرا كإله سمات الآلهة الهندية الأوروبية الأخرى؛ فهم أيضًا آلهة الرعد مثل أودين وبيرون وزيوس الذين يشاركونه أجزاءً من أساطيره البطولية، ويؤدون دور ملوك الآلهة، ويرتبطون جميعهم بـ «المطر والرعد». يقول ماكس مولر، إن هناك أوجه تشابه كبيرة بين أساطير إندرا الفيدية وأساطير أودين الإسكندنافية والجرمانية. ويُعتبر كل من إندرا وثور إله عاصفة، ويتمتعان بسلطات على البرق والرعد، ويحملان مطرقة أو ما يعادلها، ويعود السلاح إلى يدهما بعد رميه، ويرتبط كلاهما بالثيران في المستوى الأول من النصوص المَعنية، ويستخدان الرعد كصيحة حرب، ويحميان البشرية، ويُوصفان بأساطير متعلقة بـ «حلب الأبقار السحابية»، وكلاهما عملاق خيّر، وإله القوة، والحياة، والزواج ومن الآلهة الشافية.
يُشير مايكل جاندا إلى أن أصول إندرا تعود إلى تريغو ويلوموس (trigw-welumos) الهندو-أوروبي [أو بالأحرى تريغ -تي- ويلوموس (trigw-t-welumos)] أي «محطم القفص» (قفص فريترا، فالا) وديي-سنوتايوس (diy-snūtyos) «دافع الجداول» (الأنهار المحررة، المقابل لـ «أبام أجاس» الفيدي «محرض المياه»). ذُكر إنارا أو إنرا الشجاع والبطل، الذي يشبه إندرا، بين آلهة ميتاني، وهم شعب حوري سكن في المنطقة الحيثية.
وجد إندرا كإله في شمال شرق آسيا الصغرى، كما يتضح من النقوش على ألواح بوغاز-كوي الطينية التي يرجع تاريخها إلى نحو 1400 عام قبل الميلاد. تذكر هذا الألواح معاهدة، ولكن تكمن أهميتها في الأسماء الأربعة التي تتضمنها بشكل تبجيلي كالتالي، Mi-it-ra، U-ru-w-na، In-da-ra، Na-sa-at-ti-ia. وتمثل على التوالي الآلهة المبجلين ميترا، وفارونا، وإندرا، وناساريا- أشفين من مجمع الآلهة الفيدية، ويوجدون أيضًا في مجمع آلهة الأفستية ولكن بإعتبار إندرا ونونتيا شياطين. ويشير هذا على الأقل إلى أن إندرا ورفاقه الآلهة كانوا رائجين في جنوب آسيا وآسيا الصغرى بحلول منتصف الألفية الثانية قبل الميلاد.
يُشاد إندرا باعتباره أعلى إله في 250 ترتيلة في الريجفيدا -وهو كتاب مقدس هندوسي يرجع تاريخ تأليفه إلى وقتٍ ما بين عامي 1700 و1100 قبل الميلاد. وامتُدح، بالمشاركة مع آلهة أخرى، باعتباره الإله الأعظم في 50 ترتيلة أخرى، ما يجعله أحد أكثر الآلهة الفيدية شهرةً. ويرد ذكره في الأدب الهندي الإيراني القديم، ولكن مع تناقضات رئيسية عند مقارنته مع الفيدات. إذ يعتبر إندرا في الأدب الفيدي، إله بطولي. يُعتبر إندرا -أو بدقة أندرا- في النصوص الأفستية (نصوص إيرانية قديمة، ما قبل إسلامية) مثل فينديداد 10.9، ودينكارد 9.3، وبندهيشن 27.6-34.27، شيطان عملاق يعارض الحقيقة. في النصوص الفيدية، يقتل إندرا العدو اللدود والشيطان فريترا الذي يهدد البشرية. ولكن، ليس لا يُذكر فريترا في النصوص الأفستية.
يسمى إندرا فرتراغنا vr̥tragʰná (ويعني حرفيًا، «قاتل العوائق») في الفيدات، والذي يقابل الاسم الزرادشتي فيرتراغنا verethragna. وفقًا لديفيد أنتوني، يُرجح ظهور الدين الهندي القديم بين المهاجرين الهندو أوروبيين في منطقة الاتصال بين نهر زرافشان (أوزبكستان المعاصرة) وإيران (المعاصرة). كان «خليطًا توفيقيًا بين عناصر آسيا الوسطى القديمة والعناصر الهندية الأوروبية الجديدة»، التي استعارت «معتقدات وممارسات دينية مميزة» من حضارة باكتريا مارجيانا. عُثر على 383 كلمة على الأقل غير هندية-أوروبية في هذه الحضارة، بما فيها الكلمات الدالة على الإله إندرا والشراب الشعائري سوما. ووفقًا لأنتوني:
نُقلت العديد من صفات إله القوة/النصر الهندي الإيراني، فيرتراغنا، إلى الإله إندرا، الذي أصبح الإله الرئيسي للثقافة الهندية القديمة النامية. كان إندرا موضوع 250 ترتيلة، أي ربع الريجفيدا. وارتبط أكثر من أي إله آخر مع سوما، وهو عقار منشط (مشتق غالبًا من الإيفيدرا) المستعار على الأرجح من ديانة مجمع باكتريا-مارجيانا الأثري. كان صعوده إلى الصدارة سمة مميزة للمتحدثين الهندية القديمة.

### البوذية
يُحدد علم الكونيات البوذي مسكن إندرا فوق جبل سوميرو، في سماء ترايستريمسا. يقيم ويسيطر على أحد من عوالم إعادة الولادة الستة، عالم ديفا في السامسرا، والمنشود بشدة في التقاليد البوذية. يسمى إندرا في البوذية عادةً باسمه الآخر، شاكرا أو سكا، حاكم سماء ترايستريمسا. يشار إلى شاكرا أحيانًا باسم ديفينم إندرا أو «رب الديفات». وتشير النصوص البوذية أيضًا إلى إندرا بأسماء وألقاب عديدة، كما هو الحال مع النصوص الهندوسية والجاينية. مثلًا، تشير قصيدة بوذاكاريتا الملحمية إلى إندرا في أقسام مختلفة بمصطلحات مثل «ذو الألف عين»، وبورمدارا، وليكارشبا، وماهندرا، وماروتفات، وففالبهيد وماغافات. ويُعرف في مكان آخر، باسم ديفاراجن (تعني حرفيًا، «ملك الآلهة»). تعكس هذه الأسماء التداخل الكبير بين الهندوسية والبوذية، وتبني الفكر البوذي العديد من المصطلحات والمفاهيم الفيدية. حتى مصطلح شاكرا، الذي يعني «الجبار»، يظهر في النصوص الفيدية مثل الترتيلة 5.34 من الريجفيدا.
يشار إلى إندرا في مذهب تيرافادا البوذي باسم إندا في الترنيم المسائي مثل ترنيمة أوديساناديتناغتا (إمنا).
يُعد البيماران كاسكيت المصنوع من الذهب المرصّع بالعقيق، والذي يعود تاريخه إلى نحو عام 60 ميلادي، ولكن تُرجع بعض الاقتراحات تاريخه إلى القرن الأول قبل الميلاد، من أقدم الأدلة الأثرية المتاحة التي تثبت أهمية إندرا في الأساطير البوذية. إذ يُظهر هذا العمل الفني بوذا محاطًا بالإلهين براهما وإندرا.